# 16 січня
16 січня — 16-й день року в григоріанському календарі. До кінця року залишається 349 днів (350 днів — у високосні роки).

## Свята і пам'ятні дні

### Міжнародні
- Всесвітній день Beatles (2001)
- ООН:— День льодовара.

### Національні
- Таїланд,  М'янма: День вчителя.
- США: День свободи віросповідання.

### Релігійні

#### Західне християнство
- Пам'ять папи Марцела I;
- Пам'ять святителя Гонората Арелатського[ru];
- Пам'ять святих Берарда Карбіоського[en], Джозефа Ваза[en], Тиціана Одерційського[en], Фурсея[en];
- Надвечір'я святого Антонія (відзначають ритуальними вогнищами у Сан-Бартоломі-де-Пінарес).

#### Східне християнство
- Поклоніння чесним оковам апостола Петра;
- Пам'ять мучеників Спевсипа, Єлевсипа, Малевсипа і бабці їхньої Леоніли, і з ними Неона[ru], Турвона та Іовили;
- Пам'ять мученика читця Данакта Іллірійського[ru][1];
- Пам'ять святого Власія Севастійського (Вірменська церква);
- Пам'ять папи Веніаміна I Олександрійського[en] (Коптська церква).

## Іменини
✝  Католицькі: Берард, Гонорат, Джозеф, Марцел, Тиціан, Фурсей.
✙ Православні: Данакт, Неон, Спевсип, Єлевсип, Малевсип, Леоніла, Турвон, Йовил.

## Події

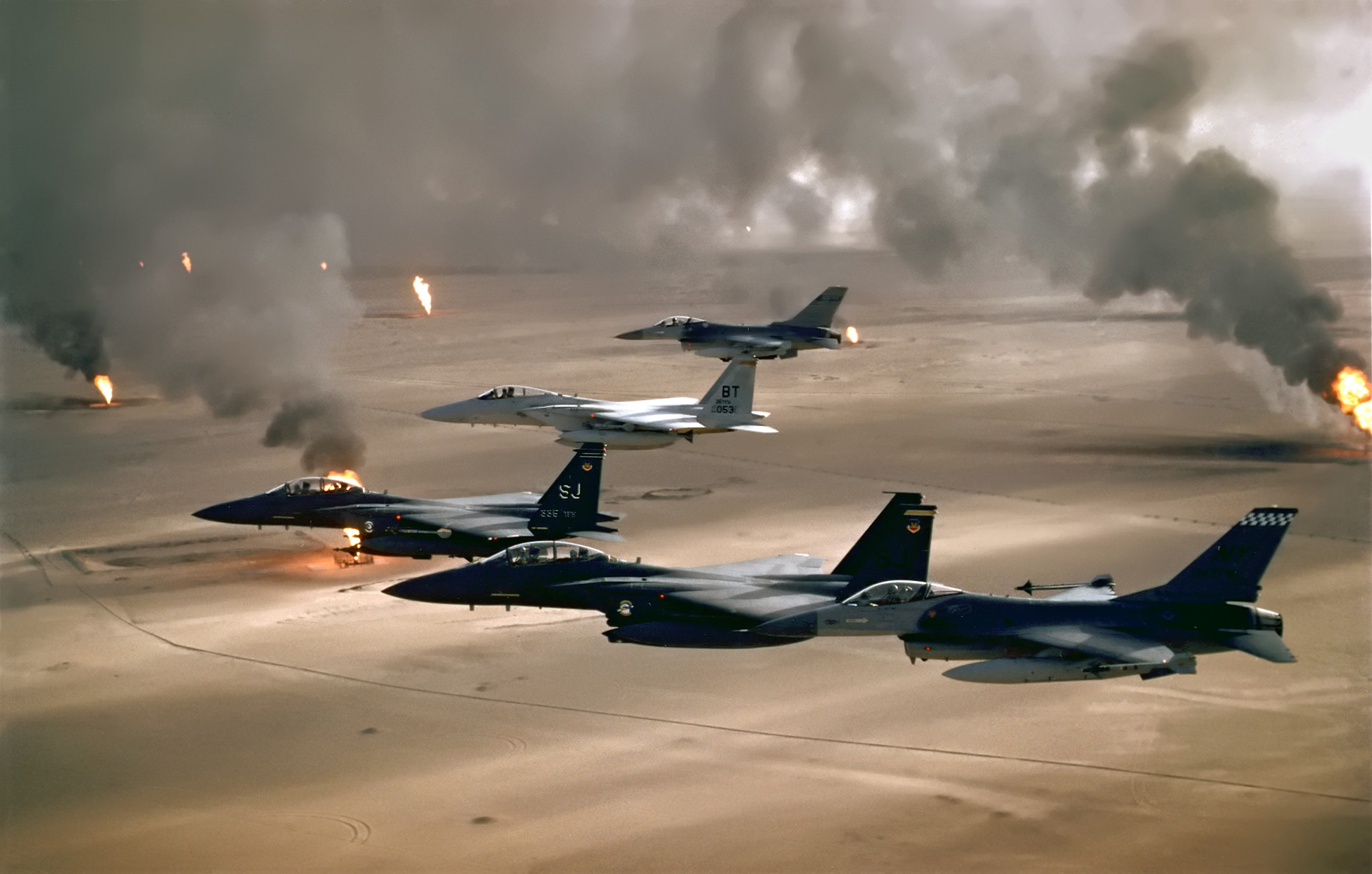
Американські винищувачі F-16, F-15C і F-15E летять над кувейтськими нафтовими свердловинами, запаленими відступаючою іракською армією під час операції «Буря в пустелі» (1991)

- 929 — Абд Ар-Рахман III успадкував титул еміра Кордови і проголосив халіфат.
- 1780 — англійський флот під командуванням адмірала Джорджа Родні розбив іспанців «у місячному сяйві» поблизу мису Св. Вікентія і зняв облогу Гібралтару.
- 1918 — Мала Рада прийняла закон про Армію Української Народної Республіки.
- 1919 — у Києві за дорученням голови Директорії Симона Петлюри, для популяризації української музичної культури за кордоном, музичним відділом Міністерства освіти УНР створена Українська республіканська капела.
- 1919 — Українська Директорія оголосила війну більшовицькій Росії
- 1920 — в Парижі відбулося перше засідання Ради Ліги Націй без участі США.
- 1920 — набула чинності 18-а поправка до Конституції США. У країні набрав сили «сухий закон».
- 1924 — іспанський льотчик Пабло Пескара протримався в повітрі на гелікоптері власної конструкції 8 хвилин 13 секунд, пролетівши більше кілометра.
- 1954 — місто Проскурів перейменоване на Хмельницький, Кам'янець-Подільська область — на Хмельницьку.

- 1957 — у Ліверпулі відкрився The Cavern Club, в якому почала виступати група «The Beatles»
- 1964 — на бульварі Сансет (Беверлі-Гіллз, Каліфорнія) відкрився нічний клуб Whisky a Go Go[en], що став стартовим майданчиком для The Doors, Alice Cooper, System of a Down, Van Halen, Led Zeppelin, Kiss, Guns N' Roses, AC/DC, Mötley Crüe.
- 1969 — чеський студент Ян Палах здійснив акт самоспалення в Празі на Вацлавській площі на знак протесту проти радянського вторгнення до Чехословаччини 1968 року.
- 1969 — радянські космічні кораблі «Союз-4» і «Союз-5» провели перше пілотоване стикування на орбіті Землі.
- 1984 — Майкл Джексон одержав 8 статуеток «Греммі» за альбом Thriller.
- 1991 — коаліція 28 країн на чолі зі США вступила у війну в Перській затоці проти Іраку, що було відповіддю на вторгнення Саддама Хусейна в Кувейт.
- 1992 — Буркіна-Фасо визнала незалежність України.
- 1997 — компанія Microsoft випустила Office 97, комплексну офісну програму, яка миттєво стала бестселером і завоювала 80 % ринку.
- 2002 — Рада Безпеки ООН проголосувала за накладення санкцій на екстремістську організацію Аль-Каїда та рух Талібан.
- 2003 — Верховна Рада прийняла Цивільний кодекс України.
- 2006 — Елен Джонсон-Серліф склала присягу як президент Ліберії, ставши першою жінкою-главою держави в Африці.
- 2014 — в Україні прийняті «закони про диктатуру» («Диктаторські закони 16 січня»).

## Народились
Дивись також: Категорія:Народились 16 січня
- 1728 — Піччіні Ніколо, італійський і французький композитор.
- 1749 — Вітторіо Альф'єрі, італійський письменник, основоположник класицистичної драми в Італії.
- 1820 — Йоганнес Ребманн, німецький мандрівник, який відкрив Кіліманджаро.
- 1856 — Микола Кульчицький, гістолог, професор Харківського університету, з 1918 року — професор Оксфордського університету.
- 1871 — Сильвестр Яричевський, український письменник.
- 1872 — Едвард Гордон Крег, англійський актор, режисер, сценограф, теоретик; новатор, реформатор театрального мистецтва; символіст.
- 1901 — Фульхенсіо Батиста, диктатор Куби (1940—1944, 1952—1958).
- 1921 — Франческо Скавулло, американський фотограф, знімав зірок світу моди, кіно, героїв поп- і рок-сцени, понад 30 років його роботи прикрашали обкладинки глянсових журналів.
- 1933 — Сьюзен Зонтаґ, американська письменниця, літературна, художня, театральна і кінокритикиня, лауреатка національних і міжнародних премій
- 1942 — Анатолій Качан, український письменник і громадський діяч, лауреат премії Лесі Українки
- 1943 — Браян Фернехоу, всесвітньовідомий англійський композитор
- 1948 — Джон Карпентер, американський кінорежисер, зняв фільми «Сповідь невидимки» та «Хелловін»
- 1959 — Шаде Аду, британська соул-виконавиця нігерійського походження.
- 1962 — Людмила Юріна, сучасний український композитор.
- 1966 — Василь Попадюк, український скрипаль.
- 1969 — Елайа, ритм-н-блюзова виконавиця, яка трагічно загинула в авіакатастрофі.
- 1970 — Сергій Ярунський, український композитор, диригент і філософ.
- 1973 — Владислав Дружченко, український бадмінтоніст.
- 1974 — Кейт Мосс, англійська супермодель (Calvin Klein) та акторка.
- 1981 — Нік Валенсі, гітарист нью-йоркської групи The Strokes.
- 1983 — Андрій Русол, український футболіст, захисник збірної України з футболу, капітан дніпропетровського «Дніпра».
- 1996 — Дженні Кім, співачка, учасниця південнокорейської групи Blackpink

## Померли
Дивись також: Категорія:Померли 16 січня
- 1794 — Едвард Гіббон, британський історик, член Парламенту.
- 1806 — Ніколя Леблан, французький хімік та хірург, винахідник промислового способу отримання соди.
- 1891 — Лео Деліб, французький композитор, автор перших симфонізованих балетів («Коппелія», «Сільвія»), опери «Лакме».
- 1901 — Арнольд Беклін, швейцарський живописець, представник символізму.
- 1912 — Ґеорґ Гайм, німецький поет і прозаїк.
- 1916 — Модест Чайковський, драматург, оперний лібретист і перекладач українсько-французького походження, молодший брат Петра Ілліча Чайковського, брат-близнюк Анатолія Ілліча Чайковського.
- 1938 — Януарій Бортник, український режисер і актор (розстріляний в Києві).
- 1942 — Керол Ломбард, американська акторка. Номінантка на премію «Оскар».
- 1945 — Лев Штейнберг, український радянський диригент і композитор. Інструментував оперу «Тарас Бульба» Миколи Лисенка та вперше в Україні поставив її на сцені Харківського театру опери та балету (1924).
- 1947 — Андрій Шкуро, генерал-поручик Кубанського війська.
- 1957 — Артуро Тосканіні, італійський диригент.
- 1962 — Іван Мештрович, хорватський скульптор і архітектор.
- 1988 — Борис Харчук, український письменник
- 1989 — Дмитро Луценко, український поет-пісняр, автор пісні «Як тебе не любити, Києве мій!»
- 2002 — Роберт Генбері Браун, англо-австралійський радіоастроном
- 2009 — Ендрю Ваєт, американський художник.
- 2018 — Бредфорд Діллман, американський актор кіно та телебачення.
- 2020 — Крістофер Руел Толкін, письменник, літературознавець, лінгвіст.
- 2023 — Джина Лоллобриджида, італійська акторка, фотожурналістка і скульпторка.